# 四警察

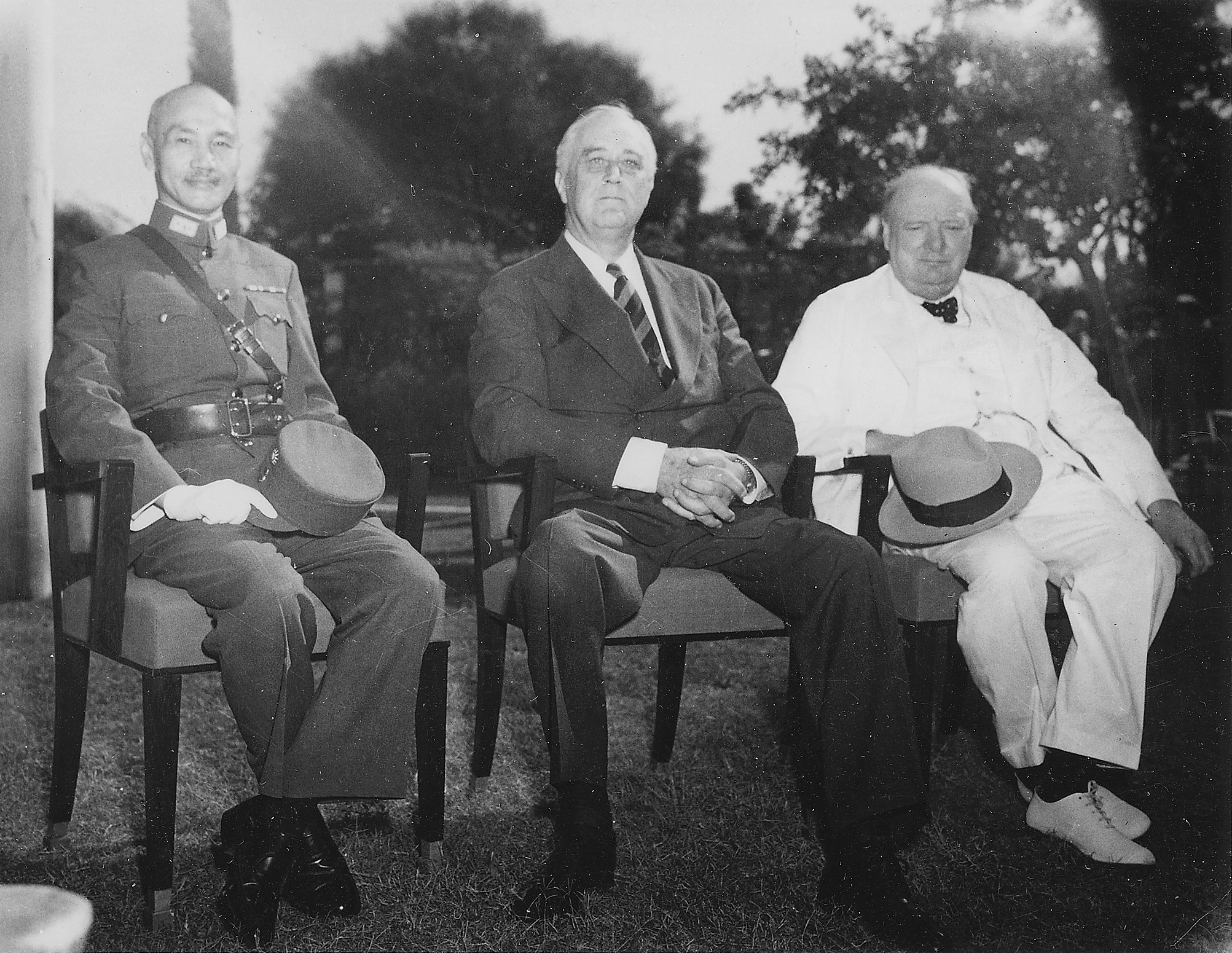
1943年開羅會議上的中国政府主席兼委员长蔣中正、美國總統小羅斯福與英國首相邱吉爾。

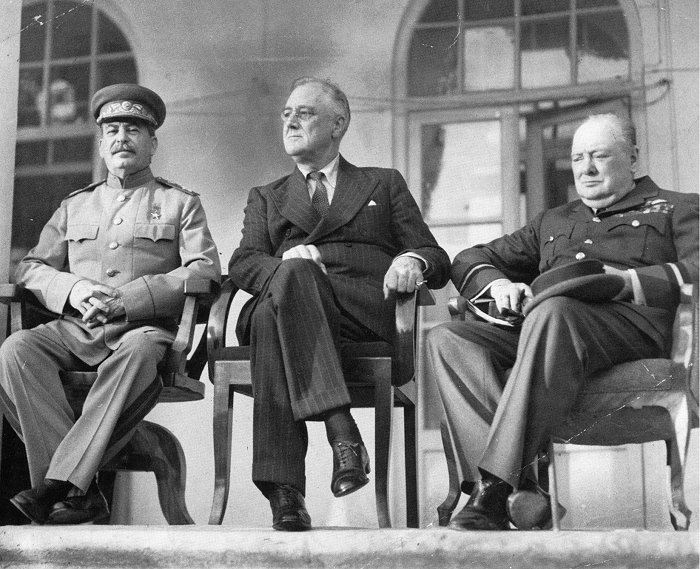
「三巨頭」：1943年德黑蘭會議上的國防委員會 (蘇聯)史達林、美國總統小羅斯福與英國首相邱吉爾。

四警察（英語：Four Policemen）是美國總統富兰克林·罗斯福（小羅斯福）所創造的一個術語，用作當時同盟國陣營4個主要的國家及聯合國4個主要創辦國：大英帝國、美利堅合眾國、蘇維埃社會主義共和國聯盟及中華民國。這個短語象徵了小羅斯福對二次大戰後世界秩序的概念。二戰結束後，這四個國家將成為世界的「警察」，並意味著他們需要一同維護世界和平，但小羅斯福死後，到《聯合國家宣言》簽署和聯合國成立之前，這個想法仍未實現。

## 簡介
在二戰中期，一般的理解是世界上存在著三個超級大國，即英國、美國和蘇聯。中國當時亦被認為是一個大國，但由於其低經濟發展水平及不穩定的國情，因此通常不承認其為一個超級大國。
直至二戰末期，同盟國取得決定性的勝利，美國總統羅斯福提出「世界權力的托管人」這個概念來形容這四個國家，即是後來的「四警察」。並認為這四國將成為世界上的超級大國，並結成聯盟。
然而，中國第二次國共內戰仍在持續，並由中國共產黨取得領導地位。此後中國還未成為一個超級大國。與此同時，廣泛的獨立運動導致大英帝國瓦解，亦使英國於戰後短時間就喪失了超級大國的地位。
這使世界上的超級大國只有兩個：美國及蘇聯。隨即而來的就是冷戰。冷戰結束後，作為超級大國的蘇維埃社會主義共和國聯盟，也因各種原因使加盟國紛紛退出聯邦相繼獨立，從而使蘇聯解體，羅斯福的構想也因此成空。